# Lidträsket (Hortlax socken, Norrbotten)
Lidträsket är en sjö i Piteå kommun i Norrbotten och ingår i Jävreåns huvudavrinningsområde.